# Carlos dos Santos (Leichtathlet, 1980)
Carlos dos Santos (* 29. November 1980) ist ein brasilianischer Mittel- und Langstreckenläufer.
2014 gewann er über 3000 m bei den Iberoamerikanischen Meisterschaften 2013 Bronze und wurde beim Leichtathletik-Continentalcup in Marrakesch Achter.
Bei den Panamerikanischen Spielen 2015 in Toronto wurde er über 1500 m Neunter.

## Persönliche Bestzeiten
- 1500 m: 3:41,46 min, 10. Oktober 2014, São Paulo
- 3000 m: 7:58,50 min, 29. März 2014, Campinas